# We Jam Econo
We Jam Econo - The Story of the Minutemen é um documentário sobre o Minutemen, uma banda estadunidense de punk rock, formada ainda nos anos 80.
Criado pelo diretor Tim Irwin e produzido por Keith Schieron, em associação com a Rocket Fuel Films, a première do filme ocorreu no dia 25 de fevereiro de 2005, no famoso Warner Grand Theatre, em San Pedro, na Califórnia. No total, este documentário levou dois anos para ser finalizado.
Este filme, que traz entrevistas recentes e emocionantes com os dois membros sobreviventes da banda, Mike Watt e George Hurley (sem deixar de entrevistar grandes músicos como Ian MacKaye, Flea, Henry Rollins e Thurston Moore), complementa o arquivo desta grande banda, criando um documentário bastante informativo e comovente para todos os interessados, e fãs, desta banda.
O título deste documentário é um verso da música "The Politics of Time". Em 1985, Mike Watt, o baixista e também cofundador da banda, explicou o significado da expressão "We jam econo". A palavra "Econo" era um gíria local para "econômico", e demonstrava o interessa da banda em produzir álbuns (e turnês) por um baixo orçamento, sem o uso de grandes investimentos. Isso deixa evidente que o Minutemen tinha a ideologia e filosofia do Do-it-yourself.

## Entrevistas
Este filme traz entrevistas com diversos músicos de punk rock, incluindo:
- Milo Aukerman
- Joe Baiza
- Kevin Barrett
- Scott Becker
- Jello Biafra
- Richard Bonney
- Jack Brewer
- Dez Cadena
- Joe Carducci
- Nels Cline
- Byron Coley
- Ed Crawford
- Brother Dale
- Richard Derrick
- John Doe
- Chuck Dukowski
- Ray Farrell
- Flea
- Michael C. Ford
- Carlos Guitarlos
- Grant Hart
- Richard Hell
- Pat Hoed
- Rob Holzman
- Randall Jahnson
- Kjehl Johansen
- Curt Kirkwood
- Martin Lyon
- Ian MacKaye
- David Markey
- Mike Martt
- J Mascis
- Brother Matt
- Stephen McCllellan
- Vince Meghrouni
- Richard Meltzer
- Mike Mills
- Thurston Moore
- W.T. Morgan
- Chris Morris
- Keith Morris
- Brendan Mullen
- Colin Newman
- Greg Norton
- Raymond Pettibon
- Tony Platon
- Lee Ranaldo
- David Rees
- Lisa Roeland
- Nanette Roeland
- Kira Roessler
- Henry Rollins
- Kurt Schellenbach
- Spot
- John Talley-Jones
- Tom Watson
- Jean Watt

## DVD
O DVD de dois discos, que traz um encarte de dezesseis páginas, foi lançado no dia 27 de junho de 2006, pela Plexifilm.
Disco 1:
Apresentação do "We Jam Econo - The Story of the Minutemen"
- Videoclipes originais[1] de:
  - "This Ain't No Picnic" (dirigido por Randall Jahnson)
  - "Ack Ack Ack Ack" (dirigido por John Talley-Jones)
  - "King of the Hill" (dirigido por Randall Jahnson)
- 19 Cenas Deletadas e Entrevistas
- Entrevista com os membros da banda no Colégio Bard College, com duração de 56 minutos. A entrevista não possui cortes.

Disco 2:
Três shows ao vivo no:
- "Starwood Club", em Los Angeles, CA - 18 de novembro de 1980. O repertório do show trz músicas como:

1. Swing To The Right
2. Fascist
3. Joe McCarthy's Ghost
4. Paranoid Chant
5. Tension
6. Contained
7. Fanatics
8. Art Analysis
9. Issued
10. Validation
11. Definitions
12. Warfare
13. Sickles & Hammers
14. Hollering
15. On Trial

- "9:30 Club", em Washington, D.C. - 1984. O repertório traz músicas como:

1. Big Foist
2. Retreat
3. Toadies
4. Anxious Mo-fo
5. Love Dance
6. Static
7. Search
8. Cut
9. Plight
10. Working Men Are Pissed
11. Ack Ack Ack
12. Life As A Rehearsal
13. Beacon Sighted Through Fog
14. The Only Minority
15. Mutiny In Jonestown
16. Maybe Partying Will Help
17. Political Song For Michael Jackson To Sing
18. The Roar Of The Masses Could Be Farts
19. Mr. Robot's Holy Orders
20. One Reporter's Opinion
21. God Bows To Math
22. Please Don't Be Gentle With Me
23. Joe McCarthy's Ghost
24. The Punch Line
25. Definitions
26. The Anchor
27. Bob Dylan Wrote Propaganda Songs
28. This Ain't No Picnic
29. There Ain't Shit On TV Tonight
30. No Exchange
31. Self-Referenced
32. Dream Told By Moto
33. Corona
34. I Felt Like A Gringo
35. Do You Want New Wave Or Do You Want The Truth?
36. Little Man With A Gun In His Hand

- "Acoustic Blowout", em Hollywood, CA - 1985. O repertório traz músicas como:

1. Corona
2. Themselves
3. The Red And The Black[2]
4. Badges
5. I Felt Like A Gringo
6. Time
7. Green River[2]
8. Lost
9. Ack Ack Ack
10. History Lesson Pt. II
11. Tour Spiel
12. Little Man With A Gun In His Hand